# Gene H. Golub

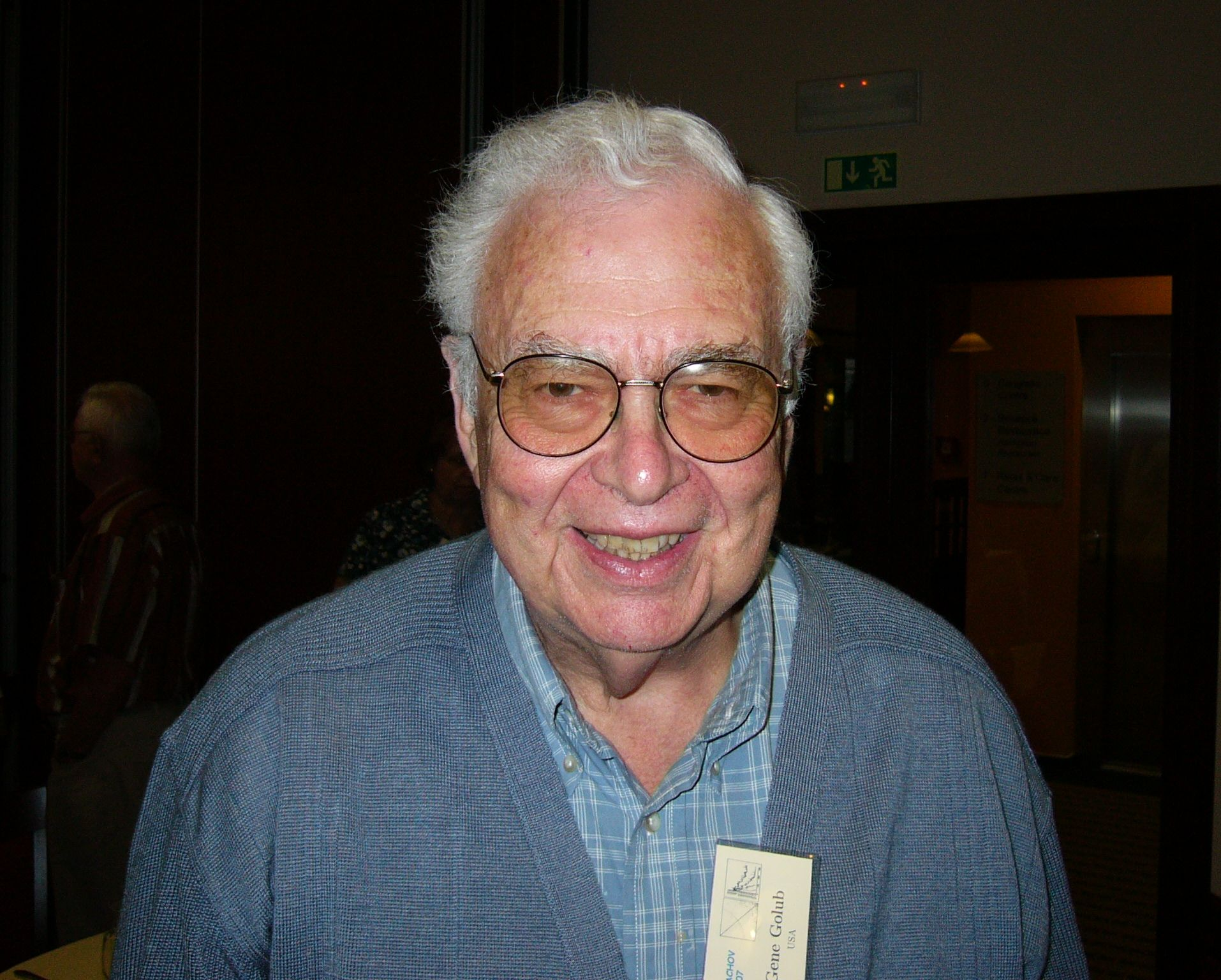
Gene H. Golub (2007)

Gene Howard Golub (* 29. Februar 1932 in Chicago, Illinois; † 16. November 2007 in Stanford, Kalifornien) war einer der bedeutendsten Mathematiker seiner Generation auf dem Gebiet der numerischen Mathematik.

## Leben
Golub wurde als Sohn osteuropäisch-jüdischer Einwanderer während der Great Depression geboren. Zusammen mit seinem jüngeren Bruder wuchs er in sehr einfachen Verhältnissen auf. Der Zweite Weltkrieg und der Holocaust spielten damals in seinem Leben keine große Rolle, prägten aber ihn und sein Weltbild später sehr stark. 1948 starb sein Vater. 1949 machte er seinen Highschool-Abschluss und besuchte daraufhin ein Community College. Dort kam er mit Differential- und Integralrechnung in Berührung, was sein Interesse an Mathematik weckte. Nach zwei Jahren bewarb er sich erfolgreich um die Aufnahme an der University of Chicago und studierte dort Mathematik. Für sein letztes Undergraduate-Jahr zog er dann nach Urbana-Champaign, um an der University of Illinois at Urbana-Champaign weiterzustudieren und erwarb dort 1953 seinen B.S. und 1954 seinen M.S. Er lernte viel über Statistik und Matrizen, insbesondere nahm er aber an einem Programmierkurs für den ILLIAC teil. Sein Doktorvater wurde Abraham H. Taub, der ihn zur numerischen Mathematik hinführte. In seiner Doktorarbeit von 1959 The Use of Chebyshev Matrix Polynomials in the Iterative Solution of Linear Equations Compared to the Method of Successive Overrelaxation beschäftigte er sich mit der iterativen Lösung von linearen Gleichungssystemen mit Hilfe des SOR-Verfahrens und mit dessen Beziehung zu Tschebyschow-Polynomen. Gegen Ende seiner Dissertation lud Taub Richard Varga nach Illinois ein. Golub und Varga entdeckten, dass sie an ähnlichen Dingen arbeiteten, und verfassten einen gemeinsamen Aufsatz.
Nach seiner Dissertation ging Golub mit einem Stipendium der National Science Foundation an die Cambridge University. Er arbeitete dort viel mit William Kahan zusammen, knüpfte Kontakte zu James H. Wilkinson und hörte Vorlesungen von Cornelius Lanczos, von dem er erstmals von der Existenz der Singulärwertzerlegung erfuhr. Ebenso lernte er dort Antony Jameson kennen, den er mit numerischer Mathematik bekannt machte. 1960 kehrte er in die USA zurück. Er arbeitete zunächst für verschiedene Institute wie das Lawrence Berkeley National Laboratory, bewarb sich dann aber an verschiedenen Universitäten.
1962 erhielt er durch George E. Forsythe eine Stelle an der Stanford University und wurde dort 1970 Professor, was er bis zu seinem Lebensende blieb. Damit war er an einem der weltbesten Fachbereiche für Informatik tätig, zusammen mit Donald Knuth, Edward J. McCluskey und George Forsythe. Wilkinson, Germund Dahlquist oder Peter Henrici waren häufige Besucher. Im Laufe der Zeit hatte Golub 30 Doktoranden, darunter Richard P. Brent, Michael Heath, Michael Overton, Dianne O’Leary, Michael Saunders und Margaret H. Wright. Golub reiste sehr viel, war ein eifriger Besucher von Konferenzen und hielt sich öfters längere Zeit im Ausland auf, etwa an der ETH Zürich. Er suchte immer den Kontakt zu jungen Wissenschaftlern, brachte viele Menschen zusammen und bot Mathematikern die Gelegenheit, an der Stanford University zu forschen. Er beeinflusste die Karrieren zahlreicher Mathematiker in starkem Maße. Sein Haus in Stanford stand für jeden offen. Nur kurz war er in den 1990ern verheiratet.
1983 war er Invited Speaker auf dem Internationalen Mathematikerkongress in Warschau und 1994 auf dem in Zürich (Matrix computation and the theory of moments).
Golub starb nach kurzer Krankheit an akuter myeloischer Leukämie, einen Tag bevor die ETH Zürich ihm die Ehrendoktorwürde verliehen hätte.

## Werk

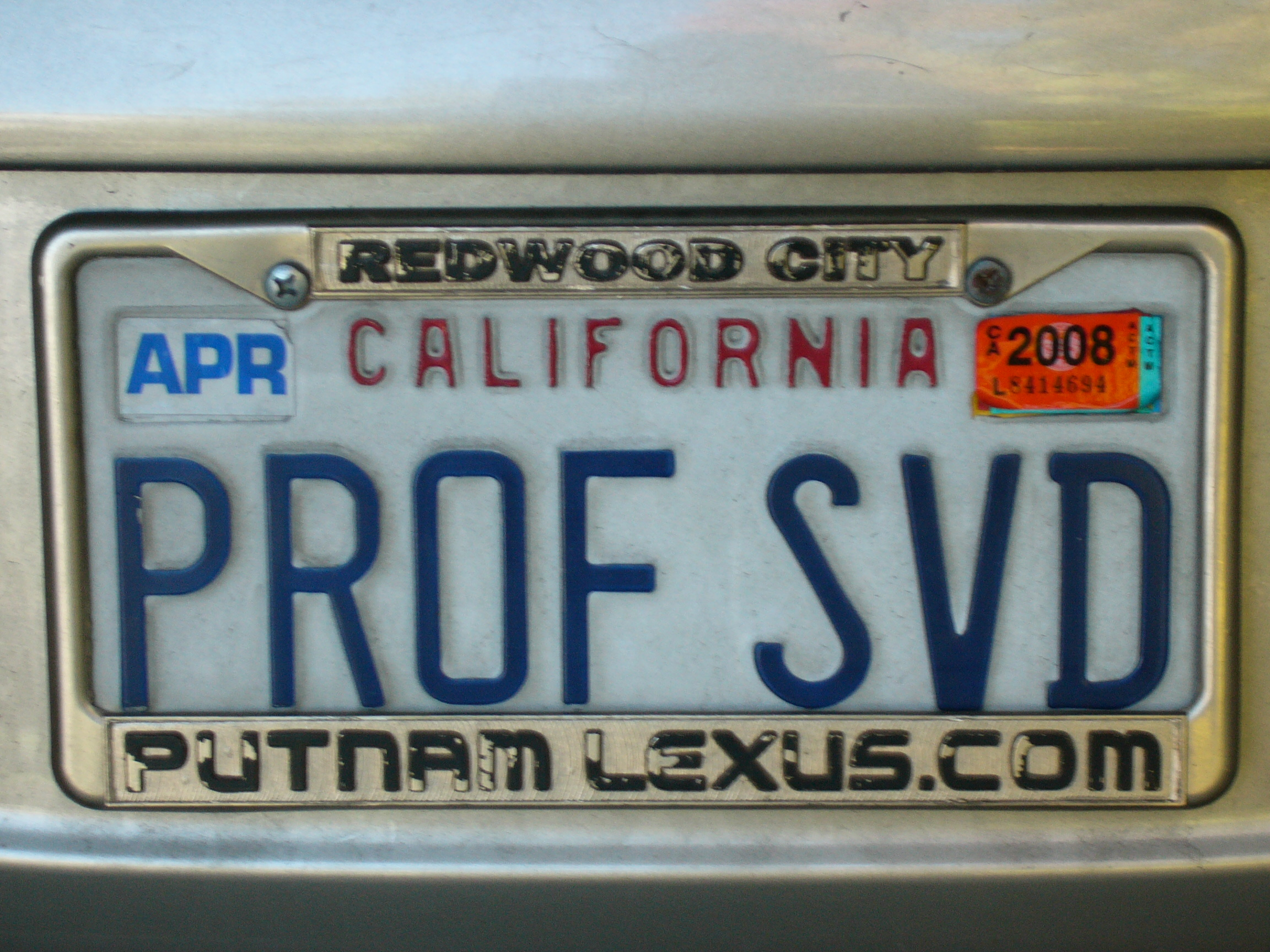
Nummernschild von Gene Golub

Golubs bekannteste Arbeit war die Entwicklung von direkten und iterativen Algorithmen zur Berechnung einer Singulärwertzerlegung (SVD), zusammen mit William Kahan 1965 und mit Christian Reinsch 1970. Diese waren bereits Bestandteil der ersten Version von MATLAB und werden auch heute noch benutzt. Sein bekanntestes Buch, zusammen mit Charles Van Loan verfasst, ist Matrix Computations, wie er die numerische lineare Algebra nannte. Das Buch wurde über 50.000 mal verkauft und über 10.000 mal in wissenschaftlichen Arbeiten zitiert. Insgesamt veröffentlichte er fast 200 Artikel in Fachzeitschriften.
Golub war derjenige, der die Lösung der aus der Methode der kleinsten Quadrate stammenden linearen Gleichungssysteme mit Hilfe von Householder-Spiegelungen im Detail ausarbeitete und populär machte. Ferner prägte er den Begriff „total least squares“. Gegen Ende der 1970er Jahre entwickelte er mit anderen einen schnellen Löser für die diskretisierte Poisson-Gleichung auf nichtregulären Gebieten. In den 1980ern machte er mit seinen Arbeiten die Vorkonditionierung des CG-Verfahrens bekannt.
Er spielte eine wesentliche Rolle bei der Entstehung des NA-Nets, des NA-Digest und der International Conference on Industrial and Applied Mathematics (ICIAM). Er war eine Zeitlang Präsident der Society for Industrial and Applied Mathematics und Gründer der Zeitschriften SIAM Journal on Scientific Computing und SIAM Journal on Matrix Analysis and Applications. Golub war Inhaber von zehn Ehrendoktorwürden, Mitglied der National Academy of Sciences (seit 1993) und Träger der Bolzano Gold Medal.
Der University of Illinois war er zeit seines Lebens verbunden, dankbar für die Möglichkeiten, die ihm die dortige Ausbildung eröffnet hatte. Aus Mitteln, die er durch seine Beteiligung an einem von Stanford-Absolventen gegründeten Unternehmen erworben hatte, und um den Mathematiker Paul Saylor zu ehren, stiftete er ihr die Paul-and-Cynthia-Saylor-Professur.
Ein Teil seines Erbes ging an SIAM, die damit unter anderem jährlich die Gene Golub SIAM Summer School veranstaltet.

## Schriften
- Numerical methods for solving linear least squares problems. In: Numerische Mathematik. Bd. 7, Nr. 3, 1965, S. 206–216, doi:10.1007/BF01436075.
- mit Charles Van Loan: Matrix Computations (= Johns Hopkins Series in the Mathematical Sciences. 3). Johns Hopkins University Press, Baltimore MD 1983, ISBN 0-8018-3010-9.
- mit James M. Ortega: Scientific Computing and Differential Equations. An Introduction to Numerical Methods. Academic Press, Boston MA u. a. 1992, ISBN 0-12-289255-0.
- mit Gérard Meurant: Matrices, Moments and Quadrature. In: David F. Griffiths, G. Alistair Watson (Hrsg.): Numerical analysis 1993. Proceedings of the 15th Dundee Conference, June–July 1993 (= Pitman Research Notes in Mathematics Series. 303). Longman Scientific & Technical, Harlow 1994, ISBN 0-582-22568-X, S. 105–156.
- mit Moody T. Chu: Inverse Eigenvalue problems. Theory, algorithms, and applications. Oxford University Press, Oxford u. a. 2005, ISBN 0-19-856664-6.